# 58 Leonis
58 Leonis, som är stjärnans Flamsteed-beteckning, är en möjlig dubbelstjärna, belägen i den södra delen av stjärnbilden Lejonet. Den har en skenbar magnitud av ca 4,85 och är svagt synlig för blotta ögat där ljusföroreningar ej förekommer. Baserat på parallaxmätning inom Hipparcosuppdraget på ca 9,1 mas, beräknas den befinna sig på ett avstånd på ca 360 ljusår (ca 110 parsek) från solen. Den rör sig bort från solen med en heliocentrisk radialhastighet på ca 6 km/s.

## Egenskaper
58 Leonis är en orange till gul jättestjärna av spektralklass K0.5 III Fe-0.5, vilket anger att den har ett mindre överskott av järn i dess spektrum. Den har en massa som är ca 1,9 solmassor, en radie som är ca 18 solradier och utsänder från dess fotosfär ca 182 gånger mera energi än solen vid en effektiv temperatur av ca 4 500 K.
58 Leonis identifierades som en bariumstjärna av P. M. Williams (1971). Dessa är teoretiserade till att vara stjärnor som blivit berikade med s-processelement när de passerade genom det asymptotiska jättegrenstadiet genom massöverföring från en följeslagare som nu är en vit dvärg. MacConnell et al. (1972) klassificerade 58 Leonis som en marginell bariumstjärna. De Castro et al. (2016) anser att den endast är en möjlig bariumstjärna på grund av den låga graden av s-processberikning, och avförde den från sin sammanställning. I stället för att ha en utvecklad följeslagare, kan den ha bildats av ett moln som var lätt berikat med s-processelement.